# Бончаль-Дольни
Бончаль-Дольни (пол. Bączal Dolny) — село в Польщі, у гміні Сколишин Ясельського повіту Підкарпатського воєводства.
Населення — 670 осіб (2011).
У 1975-1998 роках село належало до Кросненського воєводства.

## Демографія
Демографічна структура станом на 31 березня 2011 року:
|          | Загалом | Допрацездатний вік | Працездатний вік | Постпрацездатний вік |
| -------- | ------- | ------------------ | ---------------- | -------------------- |
| Чоловіки | 349     | 78                 | 234              | 37                   |
| Жінки    | 321     | 71                 | 184              | 66                   |
| Разом    | 670     | 149                | 418              | 103                  |